# Mark Read
Mark Read (Kingston upon Thames, 7 novembre 1978) è un pianista e batterista britannico.
Dal 1998 al 2002 ha fatto parte del gruppo musicale a1, dove cantava e suonava il pianoforte e la batteria. Inoltre, ha contribuito attivamente a scrivere i pezzi con cui la sua band è diventata famosa.
Degli otto singoli degli a1 che sono riusciti a raggiungere la Top ten delle classifiche britanniche per nove settimane, ben sei erano stati scritti da Mark. Assieme alla sua band, Mark ha vinto un BRIT Award nel 2001 come "British Breakthrough Act" ed ha fatto una tournée in Asia.
Dal momento dello scioglimento degli a1, nel 2002, Mark Read ha avuto una promettente carriera come solista. Attualmente scrive canzoni assieme a suo fratello Colin. A partire dal 2009 si è riunito con gli a1.